# جبل الجرهدي
جبل الجرهدي هو أحد الجبال البازلتية المشهورة التي لم تجرفها سيول العصر الجليدي في رمان الأسمر جنوب هضبة الديرع ويقع في قرية دارة طئ جنوب مدينة حائل وهو جبل أسود عالي بأسفله من جهة وادي الدارة توجد بعض العيون وكذلك النخيل .. ويبلغ ارتفاع قمة هذا الجبل (4530) قدم